# Eddica minora
Die Eddica minora (kleinere Eddalieder) ist eine Sammlung von altnordischen Gedichten aus dem 13. Jahrhundert. Diese Dichtungen (Lieder) sind den Heldenliedern des Codex Regius, oder auch Lieder-Edda, von der inhaltlichen Thematik her, wie von den Versmaßen her verwandt, beziehungsweise ähnlich. Die Lieddichtungen sind kein Teil des überlieferten Textcorpus der Lieder-Edda, sondern sind poetische Einschübe in den Prosatexten bestimmter Fornaldarsögur, den Vorzeitsagas.
Der Name der Sammlung stammt von den Zusammenstellern und Herausgebern aus dem Jahr 1903, die Altgermanisten Andreas Heusler und Wilhelm Ranisch.

## Ausgaben
- Andreas Heusler, Wilhelm Ranisch: Eddica minora. Dichtungen eddischer Art aus den Fornaldarsögur und anderen Prosawerken. Dortmund 1903.